# Heinrich von Wülzburg
Heinrich von Wülzburg war ein Benediktinermönch im 11. Jahrhundert.
Heinrich wurde in der Vita von Otto von Bamberg von Ebo erwähnt. Er kam möglicherweise aus dem Kloster Wülzburg bei Weißenburg und wurde als Begleiter Ottos bei dessen erstem Aufenthalt in Polen ab 1082 erwähnt. Weitere Informationen über seine Person sind nicht überliefert.
Nach Ebos Darstellung wurde Heinrich später auf einen Bischofssitz in Polen berufen. Heinrich wird daher von einigen Autoren als Erzbischof von Gnesen vermutet. In den historischen Chroniken (Ebo, Gesta Principum Polonorum,  Jan Długosz) wurde er nicht als solcher erwähnt.